# Dufferin (Toronto Subway)

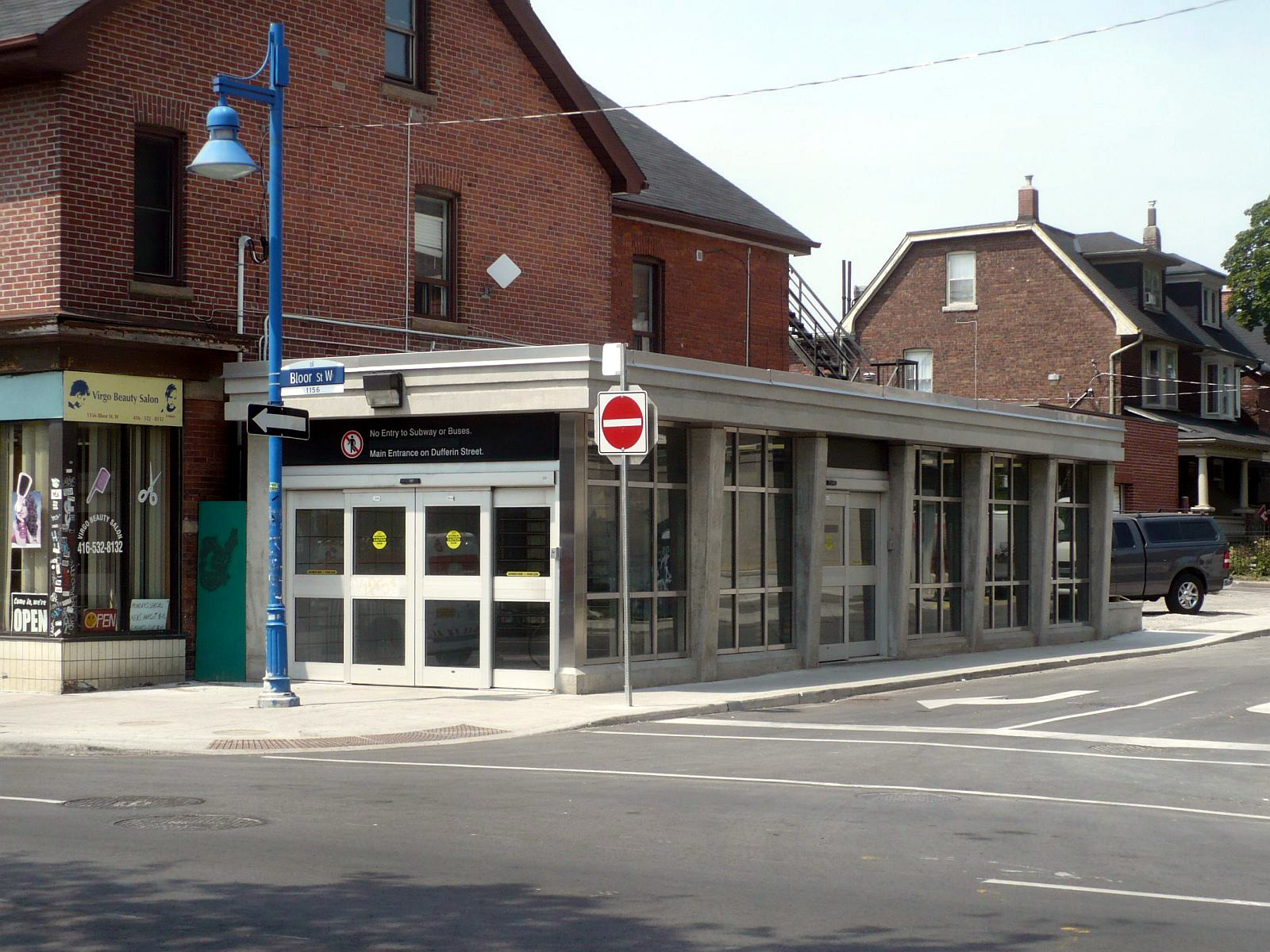
Eingang zur Station Dufferin

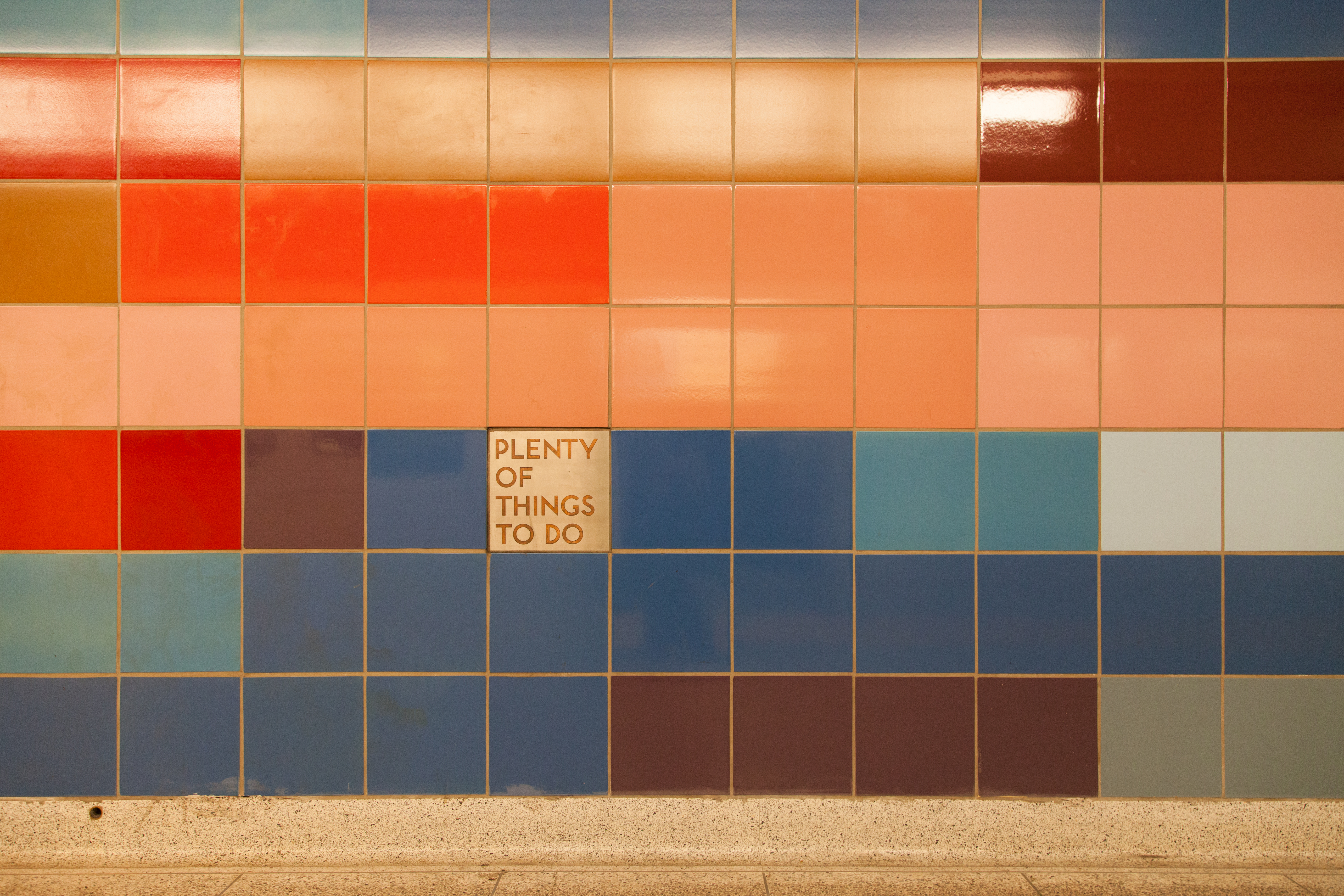
Something Happens Here

Dufferin ist eine unterirdische U-Bahn-Station in Toronto. Sie liegt an der Bloor-Danforth-Linie der Toronto Subway, an der Kreuzung von Bloor Street und Dufferin Street. Die Station besitzt Seitenbahnsteige und wird täglich von durchschnittlich 28.620 Fahrgästen genutzt (2018).
In der Nähe befindet sich die Dufferin Mall, ein großes Einkaufszentrum, das auf dem Gelände einer ehemaligen Pferderennbahn errichtet wurde. Es bestehen Umsteigemöglichkeiten zu drei Buslinien der Toronto Transit Commission. Die Eröffnung der Station erfolgte am 26. Februar 1966, zusammen mit dem Abschnitt Keele – Woodbine. Von 2010 bis 2014 unterzog die TTC die Station einer umfassenden Modernisierung. Im Projekt enthalten war eine künstlerische Ausgestaltung. Das Werk Something Happens Here von Eduardo Aquino und Karen Shanski besteht aus bunten Mosaiken, die in pixelartiger Auflösung verschiedene Aktivitäten in der Gegend darstellen. Sie nehmen auch Bezug auf historische Ereignisse.